# Zaruddia (hromada Krasiłów)
Zaruddia (ukr. Заруддя) – wieś na Ukrainie, w obwodzie chmielnickim, w rejonie chmielnickim, w hromadzie Krasiłów, nad Bużokiem. W 2001 roku liczyła 124 mieszkańców.
Znajduje tu się przystanek kolejowy Zaruddia, położony na linii Szepetówka – Chmielnicki.

## Historia
W XIX i w początkach XX w. Zarudzie położone było w Rosji, w guberni podolskiej, w powiecie płoskirowskim, w gminie Chodkowce.
Po I wojnie światowej pod administracją polską, w Zarządzie Cywilnym Ziem Wołynia i Frontu Podolskiego, w okręgu podolskim, w powiecie płoskirowskim.
W wyniku postanowień traktatu ryskiego znalazło się w granicach Związku Sowieckiego. Od 1991 w niepodległej Ukrainie. Do 2020 w rejonie krasiłowskim.